# Сървайвър: Гватемала
Сървайвър: Гватемала – Империята на Маите (на английски: Survivor: Guatemala - The Mayan Empire) е единадесетия сезон на популярното американско CBS реалити шоу „Сървайвър“. Заснет е от 27 юни 2005 г. до 4 август 2005 г., а премиерата му е на 15 септември 2005 г. Снимките са проведени в национален парк Яха-Накум-Наранджо в северна Гватемала. Водещ е Джеф Пробст, дните са 39, участниците – 18.
Този сезон също така включва завръщащите се оцеляващи от Сървайвър: Палау – Стефани ЛаГроса и Боби Джон Дринкард. Освен неочакваните обрати като двоен глас и разбъркване на племената, е въведен скрития идол за имунитет. Племената се сливат, след като остават 10 играча. След обединението, те разбират, че скрития идол е някъде в лагера им. Който притежава този идол може да го използва точно преди четенето на гласовете, като по този начин участникът неутрализира всички гласове срещу себе си. Веднъж използван, друг идол бива скрит отново. Дани Боутрайт спечели титлата „Последният оцелял“, побеждавайки Стефани ЛаГроса с 6-1.
Стефани ЛаГроса се състезава за трети път в Сървайвър: Герои срещу Злодеи, където е в племето на Героите и е изгонена втора.
|  | Тази страница частично или изцяло представлява превод на страницата Survivor: Guatemala в Уикипедия на английски. Оригиналният текст, както и този превод, са защитени от Лиценза „Криейтив Комънс – Признание – Споделяне на споделеното“, а за съдържание, създадено преди юни 2009 година – от Лиценза за свободна документация на ГНУ. Прегледайте историята на редакциите на оригиналната страница, както и на преводната страница, за да видите списъка на съавторите. ВАЖНО: Този шаблон се отнася единствено до авторските права върху съдържанието на статията. Добавянето му не отменя изискването да се посочват конкретни източници на твърденията, които да бъдат благонадеждни. |